# 물질 이동
물질 이동 또는 물질 전달은 한 위치(일반적으로 흐름, 상 (물리학), 부분 또는 구성 요소를 의미)에서 다른 위치로의 질량의 순수한 이동이다. 물질 전달은 흡수, 증발, 건조, 침전, 막 여과 및 증류와 같은 여러 공정에서 발생한다. 대량 전달은 다양한 과학 분야에서 다양한 프로세스와 메커니즘에 사용된다. 이 문구는 물리적 시스템 내에서 화학종의 확산 및 대류 수송을 포함하는 물리적 프로세스에 대한 공학에서 일반적으로 사용된다.
물질 전달 과정의 일반적인 예로는 연못에서 대기로의 물 증발, 신장과 간에서 혈액 정화, 알코올 증류 등이 있다. 산업 공정에서 물질 전달 작업에는 증류탑의 화학 성분 분리, 스크러버 또는 스트리핑과 같은 흡수 장치, 활성탄 베드와 같은 흡착 장치 및 액체-액체 추출이 포함된다. 물질 전달은 산업용 냉각탑과 같은 추가 이동 프로세스와 결합되는 경우가 많다. 이 탑은 뜨거운 물이 공기와 접촉하여 흐르도록 함으로써 열 전달과 물질 전달을 결합한다. 물은 내용물 중 일부를 수증기 형태로 배출하여 냉각된다.

## 같이 보기
- 전열
- 픽의 확산 법칙
- 증류탑
- 분리 과정
- 쌍성
- Ia형 초신성
- 강착